# Franz Steffens (Paläograf)
Franz Steffens (* 28. Mai 1853 in Ürzig; † 29. November 1930 in Freiburg im Üechtland) war ein deutscher Paläograf und Diplomatiker.

## Leben
Franz Steffens war Sohn des Johann Nikolaus und der Maria Anna geborene Adams. Er besuchte das Gymnasium in Trier und studierte Philosophie in Würzburg (Dr. phil.) und Theologie in Trier und Rom (1877 Dr. theol.). Nach der Priesterweihe 1877 war Steffens Dozent an der University of Durham und studierte an der Scuola Vaticana di Paleografia, Diplomatica e Archivistica. Von 1889 bis 1930 war er ordentlicher Professor für historische Hilfswissenschaften an der Université de Fribourg. Steffens war ab 1871 Mitglied der katholischen Studentenverbindung KDStV Markomannia Würzburg im CV.

## Schriften (Auswahl)
- Lateinische Paläographie. 1903 (²1909). fragmentarium.ms
- mit Heinrich Reinhardt: Die Nuntiatur von Giovanni Francesco Bonhomini 1579–1581. 4 Bde. 1906–1929.